# René Huyghe
René Huyghe (ur. 3 maja 1906 w Arras, zm. 5 lutego 1997 w Paryżu) – francuski krytyk i teoretyk sztuki.
Studiował na Sorbonie, w 1930 został asystentem kuratora, a w 1937 głównym kuratorem galerii malarstwa w Luwrze. Był znawcą głównie nowoczesnej sztuki francuskiej, napisał wiele esejów i nakręcił wiele filmów o sztuce, m.in. Dialogue avec le visible (1955), Sens et destin de l’art (1967), L'art et le monde moderne (1970, wraz z Jeanem Rundelem) i De l'art à la philosophie (1980). Był laureatem Nagrody Erazma (1966, wraz z Herbertem Readem), Wielkim Oficerem Legii Honorowej i kawalerem Krzyża Wielkiego Orderu Narodowego Zasługi.